# شمشیربه‌دستان

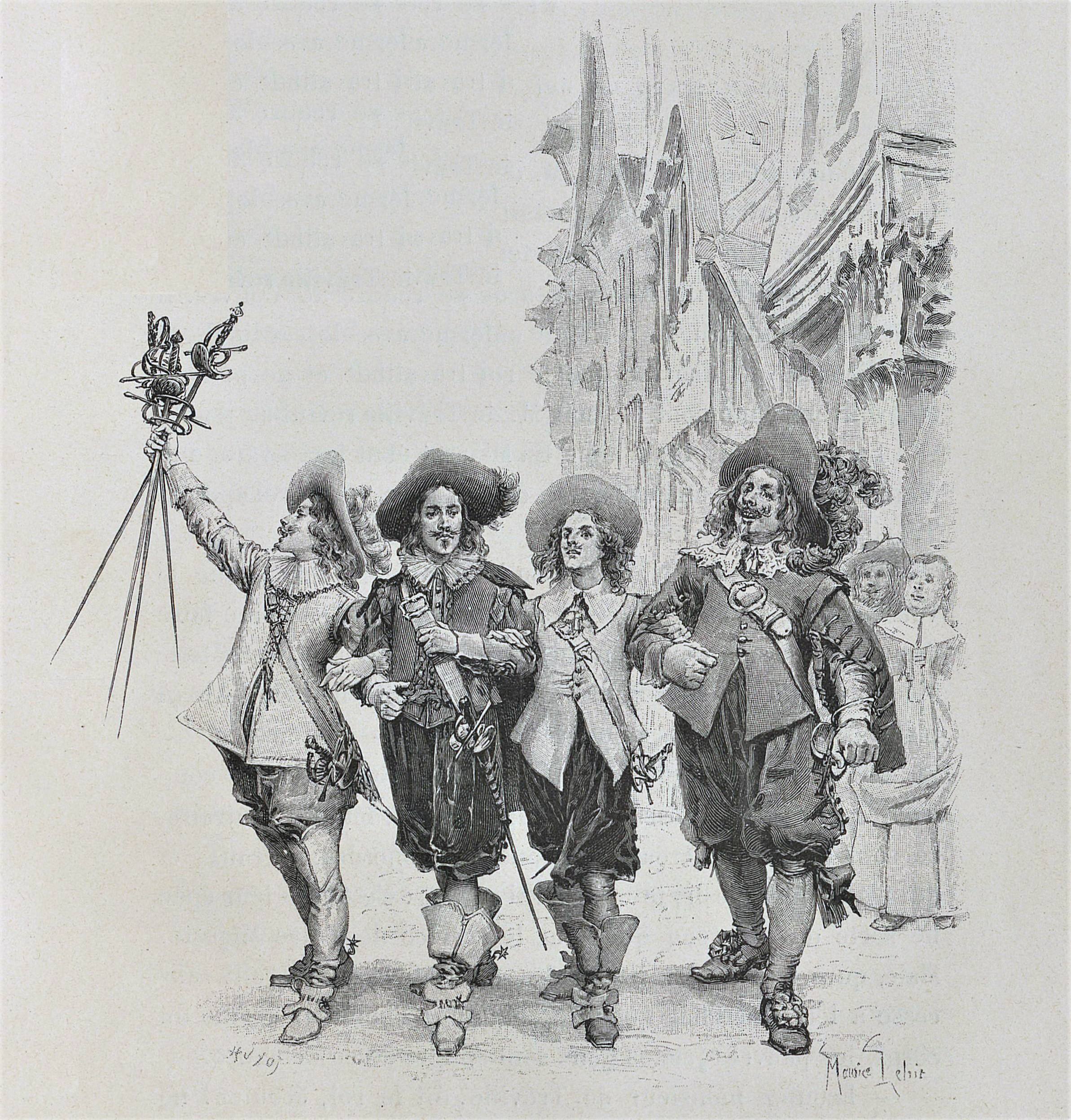
دارتانیان در فیلم سه تفنگدار. سه تفنگدار از نمونه‌فیلم‌ها در سبک شمشیربه‌دستان است.

شمشیربه‌دستان (انگلیسی: Swashbuckler) گونه‌ای از افراد هستند در دسته‌ای از داستان‌های ماجرایی که به عنوان نمونه‌های برتر مرام و سلحشوری به تصویر درمی‌آیند. شمشیربه‌دستان معمولاً بانوان گرفتار را آزاد کرده، دست ضعفا را گرفته و با دلاوری‌ها و شمشیربازی‌های خود کارها را به سرانجام نیکی می‌رسانند.
فیلم‌هایی که بر اساس این‌گونه داستان‌ها ساخته می‌شود در ژانری به نام فیلم‌های شمشیربه‌دستان قرار داده می‌شوند.